# Adolf Ferdinand Wenceslaus Brix
Adolf Ferdinand Wenceslaus Brix (Wesel, 20 febbraio 1798 – Charlottenburg, 14 febbraio 1870) è stato un matematico e ingegnere tedesco.
 L'unità di misura grado Brix (°Bx) per la gravità specifica dei liquidi prende il nome da lui.
Brix fece carriera come dipendente pubblico in professioni legate all'ingegneria civile, alle misure e alle costruzioni (1827 Bauconducteur, 1834 Fabriken-Commissionsrath, 1853 geheimer Regierungsrath) e si ritirò nel 1866 (quando venne promosso a geheimer Oberregierungsrath). È stato direttore della Commissione Reale della Prussia per le misure, membro di un comitato tecnico presso il Ministero del Commercio e di un comitato tecnico per l'edilizia. È stato anche insegnante di matematica applicata presso lo Gewerbeinstitut zu Berlin (1828–1850), così come di analisi e matematica applicata alla Bauakademie, entrambe le scuole furono precursori dell'Università tecnica di Berlino.
Brix partecipò anche a molti lavori pubblici a Berlino e a Potsdam.

## Pubblicazioni
- Lehrbuch der Statik und Mechanik ("Manuale di statica e meccanica", 1831, seconda edizione 1849, supplemento 1843)
- Über Festigkeit und Elasticität der Eisendrähte ("Sulla forza e l'elasticità dei fili di ferro"), 1847
- Über den Widerstand der Fuhrwerke ("Sulla resistenza dei carri"), 1850
- Über Alkoholometrie ("Sulla misurazione di alcol"), 1850, 1851, 1856